# Eucereon ino
Eucereon ino är en fjärilsart som beskrevs av Druce 1900. Eucereon ino ingår i släktet Eucereon och familjen björnspinnare. Inga underarter finns listade i Catalogue of Life.